# Guerilla-Marketing
Guerilla-Vermarktung ist eine Wortschöpfung des Marketing-Experten Jay C. Levinson aus der Mitte der 1980er Jahre, der damit ungewöhnliche Vermarktungsaktionen bezeichnet, die mit geringem Mitteleinsatz eine große Wirkung versprechen. Der Begriff Guerilla leitet sich dabei von der speziellen Art der Kriegsführung ab, bei der untypische Taktiken zur Zielerreichung im Hinterland des Gegners angewendet werden. Als einer der ersten beschäftigte sich Konrad Zerr (2003) im deutschsprachigen Raum mit dem Begriff Guerilla-Marketing aus einer wissenschaftlichen Perspektive. Er definiert es als eine Marketingmix übergreifende Basisstrategie im Sinne einer marketingpolitischen Grundhaltung der Marktbearbeitung, die außerhalb der eingefahrenen Wege bewusst nach neuen, unkonventionellen, bisher missachteten, vielleicht sogar verpönten Möglichkeiten des Instrumentaleinsatzes sucht. Guerilla Marketing ist nach Zerr überraschend, idealerweise spektakulär, rebellisch und ansteckend. Laut Hutter/Hoffmann (2011) umfasst Guerilla-Marketing „verschiedene kommunikationspolitische Instrumente, die darauf abzielen, mit vergleichsweise geringen Kosten bei einer möglichst großen Anzahl von Personen einen Überraschungseffekt zu erzielen, um so einen sehr hohen Guerilla-Effekt (Verhältnis von Werbenutzen und -kosten) zu erzielen“.

## Beschreibung

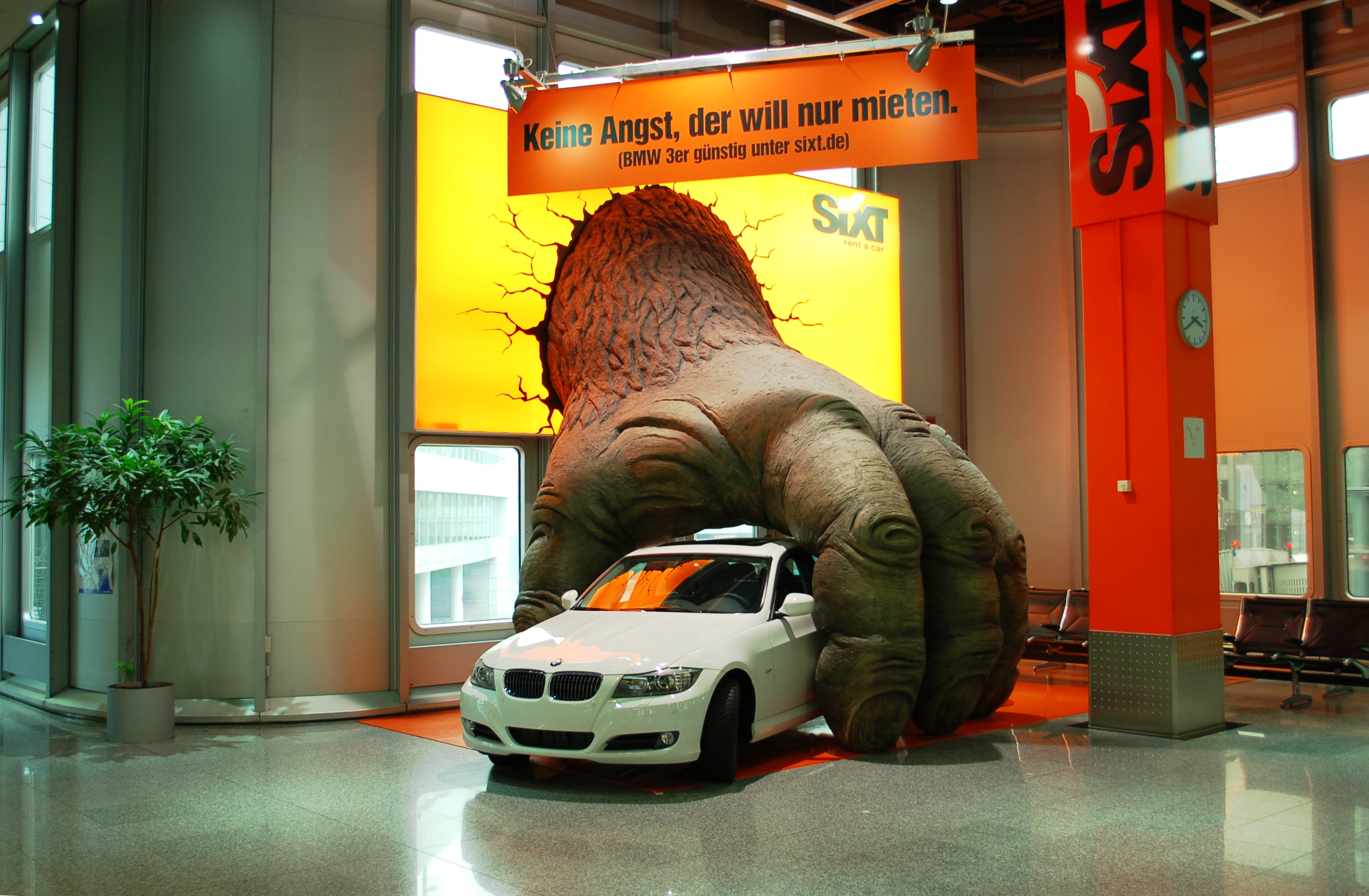
Plastische Werbeinstallation der Autovermietung der Sixt AG im Flughafen Düsseldorf, Aufnahme 2011

Mit einem sehr kleinen Etat wird das Medium oder der Absatzkanal gewählt, der jeweils günstig zu erhalten ist. Beispiele sind etwa Kooperationsgeschäfte mit großen, lateral im Markt tätigen Unternehmen, der Aufkauf von Rest-Werbesekunden in den Medien, das Verfassen von Leserbriefen oder das Abhalten von Podiumsdiskussionen und die Gründung politischer Initiativen mit dem Ziel, das eigene Angebot herauszustellen. Die Grenze zu kontroversen oder irreführenden Methoden – zum Beispiel Astroturfing – ist oft fließend.
Die Grundidee der Guerilla-Vermarktung, die Levinson auch in seinem Buch Guerilla Marketing – Offensives Werben für kleine und mittlere Unternehmen in den 1990ern publizierte, wurde weiter modifiziert. Denn insbesondere die gravierende Veränderung der Zielgruppen- und Medienlandschaft stellte die Strategie vor gänzlich neue Herausforderungen. Heutzutage positioniert Thomas Patalas seine Theorie des Guerilla-Marketing, die den Kunden in den Mittelpunkt stellt: „Der Kunde möchte in Ihrer Kommunikation, also auch in Ihrer Guerilla-Marketing-Kampagne, den auf ihn passenden, ‚echten‘ Nutzen vorgestellt sehen.“ Aus diesem Grund sind seiner Meinung nach auf Massenwerbung ausgerichtete Kampagnen niemals als Guerilla-Marketing-Maßnahmen zu bezeichnen, weil sie den Kunden lediglich zum Konsumenten der Werbung degradieren, anstatt eine Reaktion von ihm einzufordern, also eine Interaktion einzugehen.
Nach Levinson definiert sich Guerilla-Marketing vor allem durch folgende Prinzipien:
- Guerilla-Marketing ist vor allem auf kleine Unternehmen und Selbstständige ausgerichtet.
- Es basiert im Wesentlichen auf dem gesunden Menschenverstand und weniger auf Erfahrungen, Wertungen und Vermutungen.
- Die primäre Messgröße ist Profit- statt Umsatzanteile.
- Ein weiterer Fokus liegt auf den monatlich neu gegründeten Kundenbeziehungen.
- Eine Spezialisierung ist einer breiten Diversifizierung an Produkten oder Dienstleistungen vorzuziehen.
- Anstelle des Aufbaus von neuen Kundenbeziehungen ist zunächst auf Kundenempfehlungen und weitere Abschlüsse bei bestehenden Kunden Wert zu legen.
- Die Kooperation mit anderen Unternehmen ist einer intensiven Wettbewerbsbeobachtung vorzuziehen.
- Für eine Kampagne sind mehrere Marketinginstrumente zu kombinieren.
- Zum Unternehmensaufbau ist eine bestehende Technologie einzusetzen.
- Kundenansprachen sind vor allem individuell zu verfassen. Je kleiner die Kundenzielgruppe, desto besser.
- Die Konzentration sollte vielmehr auf der Zustimmung des Kunden liegen, ihm weitere Informationen zusenden zu können, anstelle einen direkten Verkaufsabschluss zu erzwingen.
- Man soll seiner Kampagne treu bleiben. Ein effektiver Rhythmus ist zu verwenden, anstatt für jede Kampagne einen neuen Werbeslogan zu entwickeln.

Merkmale des Guerilla-Marketings zielen z. B. auf die kreative Umsetzung einer Werbebotschaft ab. Da Werbung für verschreibungspflichtige Medikamente bei den Endverbrauchern in Deutschland – wie auch in den meisten anderen Ländern weltweit – illegal ist, hat sich auch hier Guerilla-Marketing in verschiedenen Formen weit verbreitet. Besonders Patientenorganisationen sind in den vergangenen Jahren den übergriffigen Methoden des Guerilla-Marketings ausgesetzt gewesen. Guerilla-Marketing ist unabhängig vom eingesetzten Werbeträger und Werbemittel realisierbar.
In den letzten Jahren wird Guerilla-Marketing vermehrt illegal auf öffentlichen Flächen betrieben, auf denen häufig in großer Zahl Aufkleber oder Plakate angebracht werden. Die Werbetreibenden nehmen dabei die verhältnismäßig geringen Bußgelder in Kauf, die meist in keinem Verhältnis zum Werbeerfolg stehen. Guerilla-Marketing kommt außerdem im Schutz der Anonymität der Internetforen zum Einsatz, in denen Werbebotschaften gezielt in entsprechende themenbezogene Communitys eingestreut werden.

## Guerilla-Marketing-Taktiken

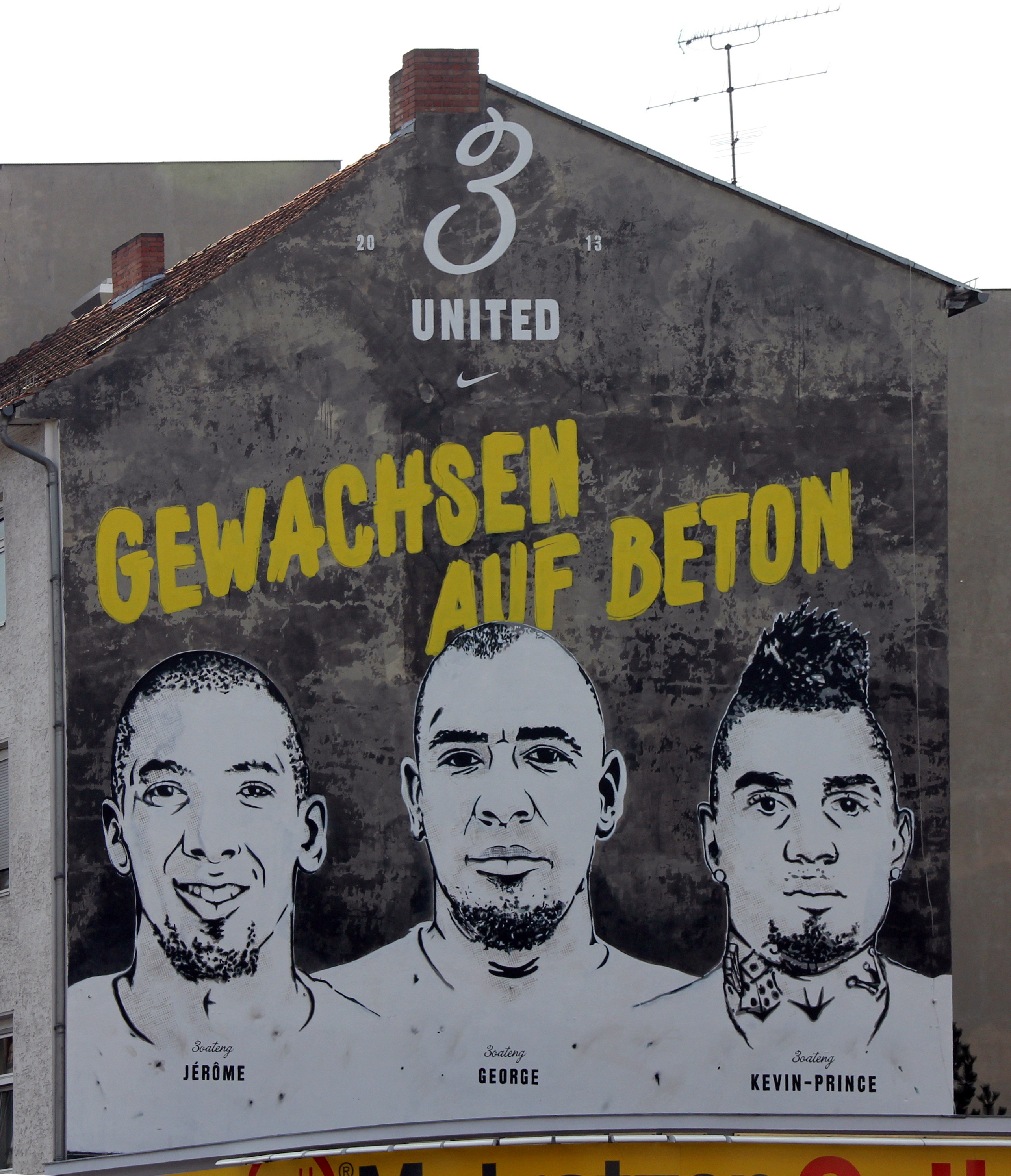
Streetbranding des Sportartikelherstellers Nike auf einer Brandwand in Berlin-Gesundbrunnen: 3 United – Gewachsen auf Beton (Wandgraffito mit Porträts der Brüder Jérôme, George und Kevin-Prince Boateng, Aufnahme 2013)

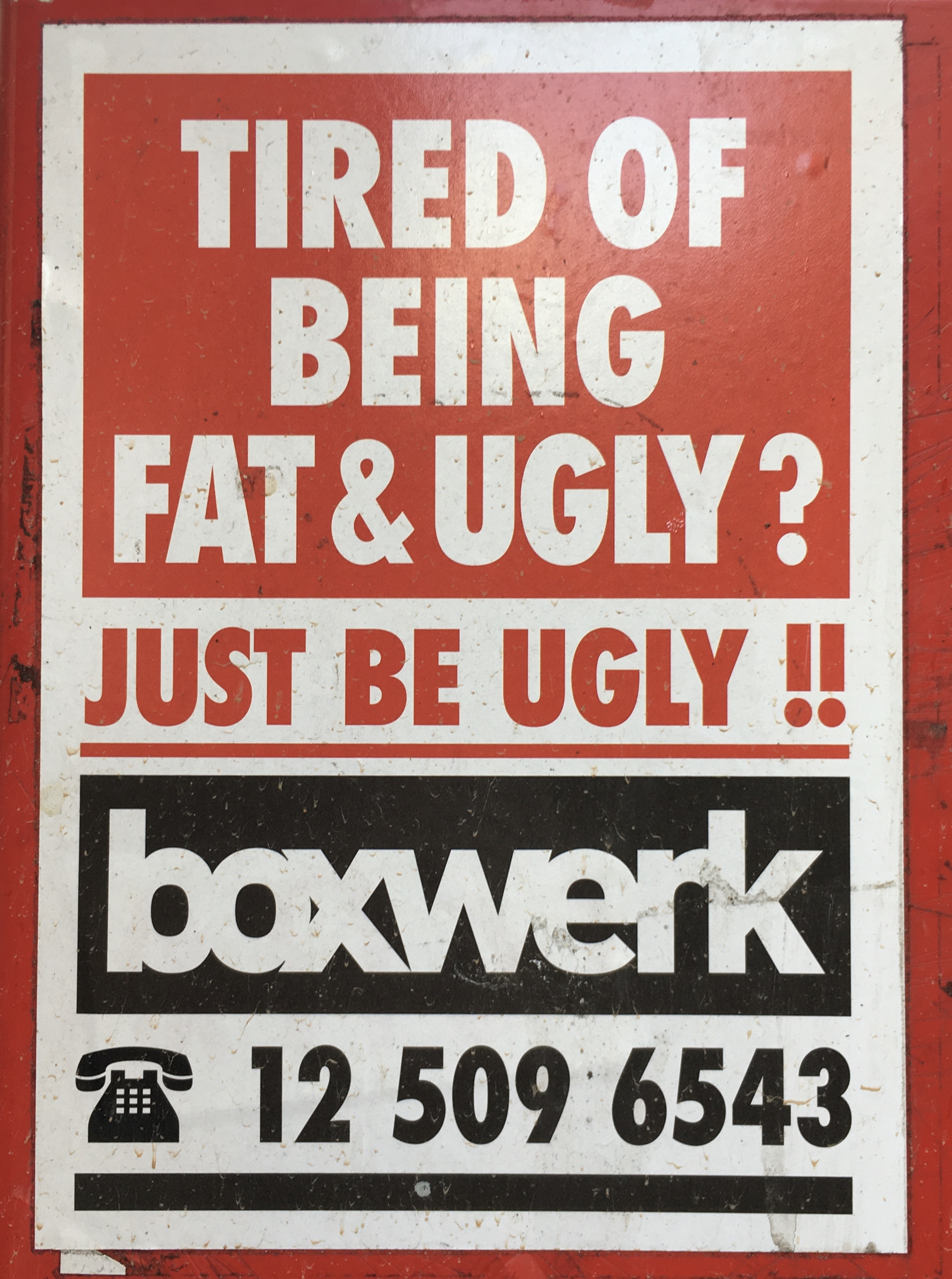
Werbe-Aufkleber im öffentlichen Raum in Deutschland für ein Box-Studio, mit einer ironischen „Anti-Botschaft“: Du bist es leid, fett und hässlich zu sein? Sei einfach nur hässlich!

In der Guerilla-Vermarktung gibt es zahlreiche unkonventionelle Marketing-Taktiken, so dass die folgenden Beispiele nur eine kleine Auswahl darstellen:
- Mundpropaganda
- den Konsumenten bei seiner täglichen Tätigkeit erreichen, z. B. durch E-Mails
- Sticker- und Plakat-Kampagnen mittels statisch aufgeladener und daher selbst haftender Folien
- „Stirn/Headvertise“-Kampagnen
- Bluejacking: Senden einer persönlichen Nachricht via Bluetooth
- Fahrzeugwerbung
- T-Shirts
- Schleichwerbung
- Werbung auf dem Kassenbon
- Streetbranding: Einbringen von Negativ-Schablonenbildern in verschmutzte Straßen oder Wände mittels Reverse Graffiti
- Projektion von Bildern, Texten oder Videos auf öffentliche Flächen mit Videoprojektor oder Laser

Ursprünglich hatten kleinere und mittlere Unternehmen Guerilla-Marketing genutzt; heutzutage greifen auch Großunternehmen im Rahmen von Werbekampagnen darauf zurück.
Die vier am häufigsten in Werbekampagnen und Fachliteratur anzutreffenden kommunikationsbasierten Instrumente des Guerilla-Marketing sind Virales Marketing, Ambush Marketing, Ambient-Medien sowie Sensation Marketing. Hutter/Hoffmann (2011a) ordnen verschiedene Guerilla-Maßnahmen drei grundlegenden Strategien zu: Trittbrettfahrer-Marketing (z. B. Moskito-Marketing und Ambush-Marketing), Empfehlungs-Marketing (z. B. Viral-Marketing und Buzz-Marketing) und Lebensumfeld-Marketing (z. B. Ambient-Marketing und Sensation-Marketing).
- Ambient Marketing: Hierbei wird das Lebensumfeld überraschend verändert. An Stellen, an denen der Konsument es nicht erwartet, wird das Ambiente umgestaltet. In der physischen Welt finden sich Beispiele häufig an viel frequentierten Stellen, wie Bushaltestellen, U-Bahnen oder Hauswänden. Aber auch im Internet gibt es gute Beispiele für überraschende Webseiten-Veränderungen, die die Aufmerksamkeit des Betrachters fesselt.
- Ambush Marketing: Ambush Marketing nutzt die mediale Aufmerksamkeit zu einem bestimmten Thema und bringt die Werbebotschaft damit in Zusammenhang. Dadurch erhöht sich automatisch das Interesse, da die Werbung „relevanter“ erscheint.
- Buzz Marketing: Es werden Produktproben (auch Dienstleistungen, Software usw.) zur Verfügung gestellt, die Personen testen können, um anschließend im privaten Bekanntenkreis darüber zu sprechen. Das Teilen in sozialen Medien, wie Facebook, macht Buzz Marketing in unorganisierter Form (im Gegensatz zu Tupperpartys oder manchen Strukturvertrieben) zum allgegenwärtigen Werbeinstrument.
- Moskito Marketing: Beim Moskito Marketing fungiert man als Trittbrettfahrer auf dem Rücken der Konkurrenz, deren Markenbekanntheit oder Expertise man für das eigene Unternehmen mit nutzt. Moskito Marketing identifiziert Schwächen der Mitbewerber und nutzt diese auf kreative Weise aus oder bietet ergänzende Services an. Es repräsentiert den ursprünglichen Gedanken des Guerilla Marketings, weil es in erster Linie eine Möglichkeit für kleine Unternehmen ist, sich bekannter zu machen.
- Sensation Marketing: Es wird eine meist nur vorgetäuschte Sensation inszeniert, um dadurch die raschere und umfangreichere Verbreitung der Werbebotschaft zu erreichen. Dabei ist der direkte Bezug zum zu bewerbenden Produkt in der Anfangsphase nicht erforderlich, er kann plötzlich in einer späteren Phase oder sukzessiv deutlicher werdend in mehreren späteren Phasen hergestellt werden. Ein gutes Beispiel ist die Bluewater-Affäre.
- Virales Marketing: Virales Marketing setzt auf die Verbreitung einer (Werbe-)Botschaft durch Mundpropaganda. Auch hierbei spielen neben E-Mails und Kurzmitteilungsdiensten die sozialen Medien eine wichtige Rolle. Gruppendynamische Prozesse sind die Grundlage für die Viralität einer Kampagne, die in erster Linie auf der Konvertierungsrate und einer möglichst schnellen Durchlaufzeit basiert.[10]